# Auguste Boulard
Pour les articles homonymes, voir Boulard.
Auguste Boulard, né le 3 avril 1825 à Mehun-sur-Yèvre (Cher) et mort le 8 janvier 1892 à Bourges (Cher), est un homme politique français.

## Biographie
Avocat, il est juge de paix dans la Côte-d'Or sous le Second Empire. Maire de Mehun-sur-Yèvre en 1871, il est révoqué le 24 mai 1873, après la chute de Thiers. Il est conseiller général du canton de Mehun-sur-Yèvre en 1874 et député du Cher de 1876 à 1885. Il siège à gauche et est l'un des 363 qui refusent la confiance au gouvernement de Broglie, le 16 mai 1877.
En 1885, il ne se représente pas, soutenant la liste d'Henri Brisson. En 1886, il est nommé conseiller à la Cour d'appel de Bourges.